# Cauterets
Cauterets es una comuna de Francia, localizada en el departamento de Altos Pirineos, en la región de Mediodía-Pirineos. En sus inmediaciones hay una estación termal y una estación de esquí del mismo nombre.

## Geografía
Cauterets está situado 32 km al suroeste de Lourdes. Se encuentra en el hermoso Valle de Cauterets, junto al parque nacional de los Pirineos. 
Cauterets es un centro de excursiones a los picos Péguère (2.316 m), Monné (2.723 m), Cabaliros (2.333 m), Pic de Chabarrou (2.910 m), Vignemale (3.298 m), y otras cumbres próximas. El lago de Gaube se encuentra aproximadamente a 1 hora y 30 minutos a pie desde Cauterets, o se puede acceder por telesilla desde el Pont d'Espagne. El Circo de Lys es también accesible por teleférico, desde donde hay vistas panorámicas de los Pirineos. Cauterets es también una parada habitual para los turistas que viajan de costa a costa junto a los Pirineos.

## Demografía
| 1034 | 1130 | 1065 | 1105 | 1201 | 1305 | 1109 |
| Para los censos de 1962 a 1999 la población legal corresponde a la población sin duplicidades (Fuente: INSEE [Consultar]) |      |      |      |      |      |      |

## Historia
La historia de la comuna va inexorablemente unida a sus aguas termales. Muy célebres durante el siglo XIX, por sus instalaciones pasaron George Sand, François-René de Chateaubriand, Victor Hugo, Napoleón III y su madre, Hortensia de Beauharnais, además de la canonizada Bernadette Soubirous.

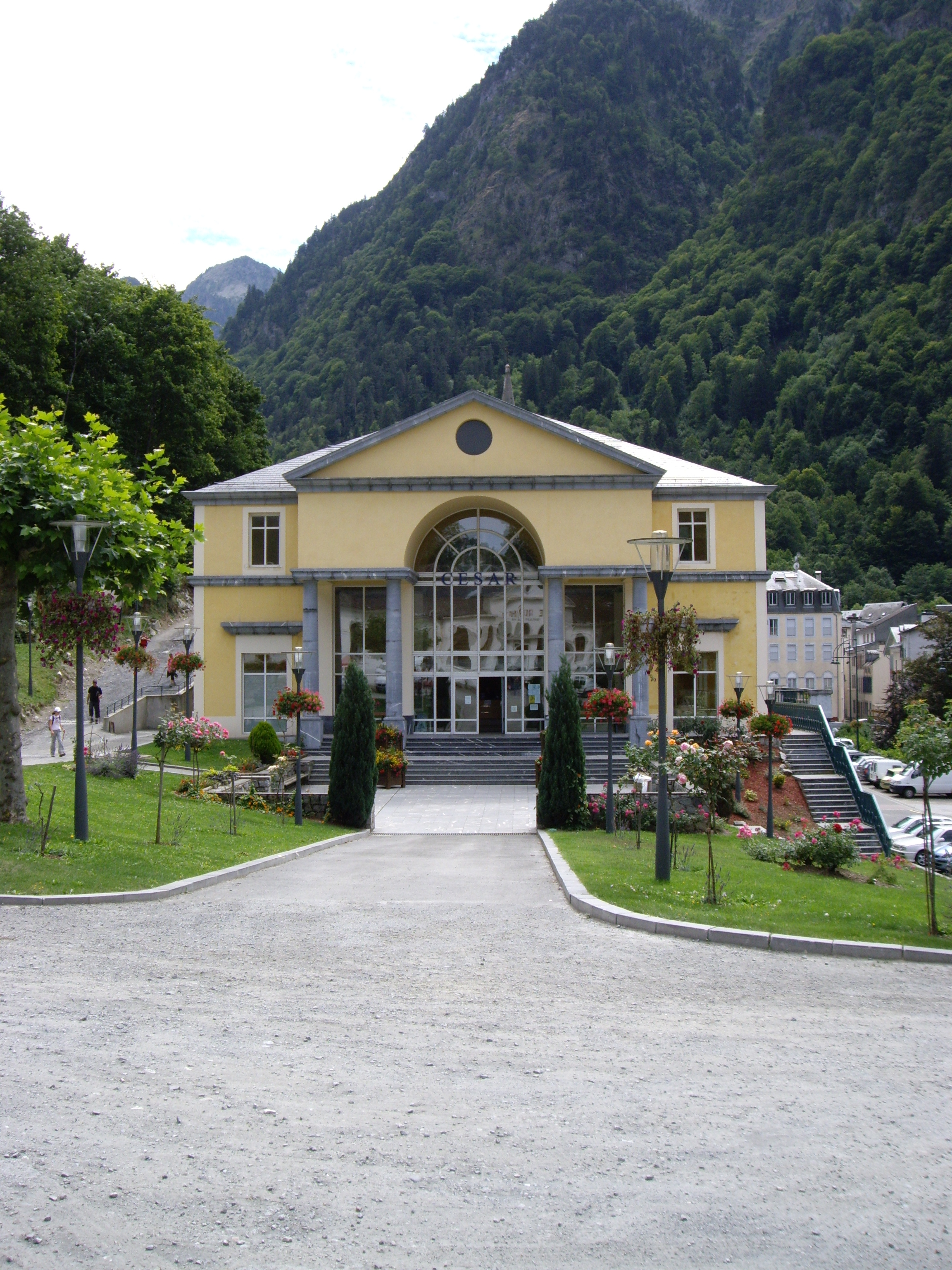
Las Termas de César, en Cauterets.

## Termalismo
Cauterets es conocida por sus abundantes fuentes termales. Están caracterizadas por la presencia de azufre y silicato de sosa, y se utilizan en el tratamiento de enfermedades respiratorias, reumatismo, enfermedades de la piel y otras.
Tres son los principales establecimientos termales: Thermes de César, las Thermes les Griffons y las Thermes du Rocher.

## Deportes de invierno
En la comuna se encuentra la estación de Cauterets, que ofrece la posibilidad de practicar tanto esquí de fondo como esquí alpino. Hay 36 km de pistas de cross country en Pont d'Espagne y 25 pistas de descenso entre 1.300 m y 2.500 m de altitud, principalmente adecuadas para principiantes o aficionados de nivel medio.

## Lugares de interés
- La Iglesia de Notre-Dame, reconstruida entre 1827 y 1834.
- Las Termas de César, construidas en 1844.
- La Antigua estación ferroviaria, declarada monumento histórico, que data de 1901.
- La Antigua estación de teleférico.

## Hermanamientos
- Panticosa, España.[3]